# Ofermod
Ofermod (ve staré švédštině znamená chvástání nebo i arogance) je švédská metalová kapela z Norrköpingu. Zformovala se v roce 1996, mezi zakládající členy patřili zpěvák Jonas Tengner (známý pod přezdívkami Nebiros, Nord, atd.) a kytarista/baskytarista/bubeník Mika Hakola (přezdívky Michayah, Belfagor, atd.) Kapela je aktivní podle toho, zda se Mika Hakola zrovna nenachází ve vězení.
Hraje black metal ve stylu kapel Watain, Dark Funeral a Gorgoroth, některé z nich dokonce ovlivnila (Watain, Ondskapt). Samotní členové označují svůj hudební styl za orthodox Qliphotic death metal.
Ve svých textech se věnují okultismu (Qliphoth/Sitra Achra) a uctívání zla.
Debutové studiové album s názvem Tiamtü vyšlo až v roce 2008.

## Logo
Název Ofermod je vklíněn mezi dva trojzubce. Písmena O a D jsou větší než zbývající.

## Diskografie
Dema
- Netivah Ha-Chokmah (1998) – znamená Cesta moudrosti

Studiová alba
- Tiamtü (2008)
- Thaumiel (2012)
- Sol Nox (2017)
- Pentagrammaton (2020)
- Mysterium Iniquitatis (2021)

EP
- Mystérion Tés Anomias (1998) – vychází z řeckého μυστήριον της Ανομίας, tajemství nepravosti
- Serpents' Dance (2014)
- Ofermodian Litanies (2022)

Split nahrávky
- Ofermod / Black Altar / Αχέροντας (1999) – 3way split s polskou kapelou Black Altar a řeckou Αχέροντας